# Hi-Tech Greenland Center
Le Hi-Tech Greenland Center est un gratte-ciel de 268 mètres construit en 2015 à Nanchang en Chine